# 北阿里環礁
北阿里環礁（羅馬化：Ariatholhu Uthuruburi），行政名称为阿利富阿利富環礁（英語：Alifu Alifu Atoll；以两个第八个它拿字母命名），是馬爾代夫的行政環礁，在1984年建立，共33個島嶼（其中8個有人居住）組成，人口為9060。
北阿里環礁是行政環礁，僅為行政區劃，並不是自然環礁。一如其他行政環礁，這些名稱並不能精確地從地理或文化上劃分馬爾代夫。

## 外部連接
. 馬爾代夫官方.   [2016-12-30]. （原始内容存档于2016-12-30）.